# Waga kokoro no ginga tetsudō: Miyazawa Kenji monogatari
Pour plus de détails, voir Fiche technique et Distribution.
Waga kokoro no ginga tetsudō: Miyazawa Kenji monogatari (わが心の銀河鉄道 宮沢賢治物語) est un film japonais réalisé par Kazuki Ōmori, sorti en 1996.

## Synopsis
La vie de l'écrivain de Kenji Miyazawa.

## Fiche technique
- Titre : Waga kokoro no ginga tetsudō: Miyazawa Kenji monogatari
- Titre original : わが心の銀河鉄道 宮沢賢治物語
- Réalisation : Kazuki Ōmori
- Scénario : Machiko Nasu
- Musique : Akira Senju
- Photographie : Daisaku Kimura
- Montage : Takeo Araki
- Production : Masahisa Nakayama et Kyō Namura
- Société de production : Asahi shinbun, Higashi Nihon House, Megasoft, Nippon Cultural Broadcasting, Nippon Investment Finance, Nippon Shuppan Hanbai, Seiyu Company, Sony Music Entertainment, TV Asahi et Toei Company
- Pays :  Japon
- Genre : Biopic
- Durée : 111 minutes
- Dates de sortie : 
  -  Japon : 19 octobre 1996

## Distribution
- Naoto Ogata : Kenji Miyazawa
- Tetsuya Watari : Seiji Miyazawa
- Maki Mizuno : Toshi Miyazawa
- Yoshihiko Hakamada : Koji Fujiwara
- Ryūji Harada : Seiroku Miyazawa
- Yuriko Hoshi : Ichi Miyazawa
- Leo Morimoto : Eiichiro Hatakeyama
- Sayaka Osawa : Kuni Miyazawa
- Yuki Saitō : Tsuyu Takase
- Kippei Shīna : Yohiuchi Hosaka
- Kōichi Ueda : le nouveau professeur
- Tatsuhiko Yamamoto

## Distinctions
Le film a été nommé pour 14 Japan Academy Prizes et a reçu celui du meilleur espoir pour Maki Mizuno.